# 레어 (기업)

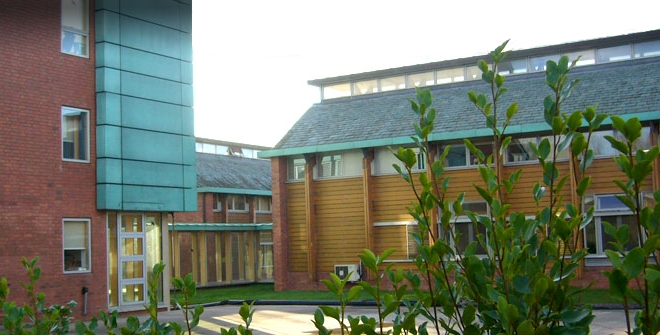
레어 본사 모습

레어(영어: Rare Ltd.)는 영국 레스터셔주의 트와이크로스에 위치한 게임 개발 회사이다. 레어는 1982년 팀과 크리스 스탬퍼의 'Ashby Computers and Graphics Ltd.'에서 1985년 분리돼 설립됐다.
레어는 코모도어 64 등 각종 기종으로 게임을 발매하다가 1985년부터는 패미컴에 집중하기 시작했으며, 1994년에는 닌텐도와 긴밀한 협력관계를 맺게 된다. 이후 레어는 슈퍼패미컴과 닌텐도 64 기종으로 동키콩 컨트리, 골든아이 007 등 성공적인 게임들을 발매하면서 명성을 쌓는다. 2002년, 마이크로소프트가 미화 3억 7500만 달러를 지불하여 회사를 사들였고, 따라서 현재 레어는 마이크로소프트 게임 스튜디오의 자회사이다.

## 발매 게임 목록
- 동키콩 컨트리 시리즈
- 반조 카주이
- 퍼펙트 다크 시리즈
- 골든아이 007
- 배틀토드